# 阿斯维莱
阿斯维莱（法語：Assevillers，法語發音：[asvile]）是法国上法兰西大区索姆省的一个市镇，属于佩罗讷区。

## 地理
阿斯维莱（49°53'47"N, 2°50'7"E）面积5.47 平方千米，位于法国上法蘭西大區索姆省，该省份为法国北部沿海省份，北起加来海峡省和北部省，西接滨海塞纳省和大西洋英吉利海峡，南至瓦兹省，东临埃纳省。
与阿斯维莱接壤的市镇（或旧市镇、城区）包括：埃尔贝库尔、巴尔勒、桑泰尔地区贝卢瓦、栋皮埃尔-贝坎库尔、埃斯特雷-德涅库尔、费村、弗洛库尔。
阿斯维莱的时区为UTC+01:00、UTC+02:00（夏令时）。

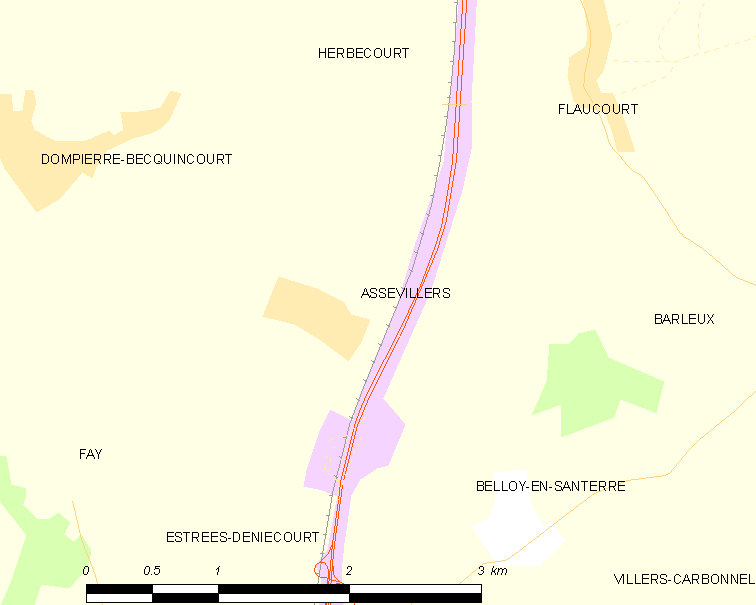
阿斯维莱的OSM定位图

## 行政
阿斯维莱的邮政编码为80200，INSEE市镇编码为80033。

## 政治
阿斯维莱所属的省级选区为阿姆县。

## 人口

1962-2008年间阿斯维莱人口变化图示

阿斯维莱于2022年1月1日时的人口数量为310人。